# Microsoft Office 2001
Microsoft Office 2001 este o suită de software pentru Mac OS 8, Mac OS 9 sau Mac OS X Classic, lansată în anul 2000. A introdus clientul de e-mail Entourage. 